# Emanuel Filibert
Princ Emanuel Filibert Vittorio Eugenio Alberto Genova Giuseppe Maria od Savoje, drugi vojvoda od Aoste (Genova, 13. siječnja 1869. – Torino, 4. srpnja 1931.) je bio talijanski maršal i princ kuće Savoj koji je nosio titulu vojvode od Aoste. Tijekom Prvog svjetskog rata zapovijedao je 3. armijom na Talijanskom bojištu.

## Obitelj
Princ Emanuel Filibert je rođen 13. siječnja 1869. u Genovi. Najstariji je sin Amadea Savojskog i njegove prve žene Marije Vittorije dal Pozzo koji su uz Emanuela Filiberta imali još dva sina, Viktora Emanuela i Luigija Amadea. Preko oca bio je unuk talijanskog kralja Viktora Emanuela II., dok mu je talijanski kralj Umberto I. bio stric. Bio je stoga prvi rođak budućeg talijanskog kralja Viktora Emanuela III. Kada je Emanuelov otac, Amadeo Savojski 1870. bio izabran za španjolskog kralja, Emanuel, koji je tada bio star samo jednu godinu, zajedno je s obitelji preselio u Madrid. Dobio je titlu princa Asturije i infanta Španjolske. Nakon što je njegov otac abdicirao sa španjolskog prijestolja 1873. godine Emanuel se vratio u Italiju gdje je od kralja Viktora Emanuela II. dobio titulu vojvode od Apulije. Živio je u Torinu, te nikada nije polagao prava na španjolsko prijestolje. Nakon smrti oca 1890. naslijedio je titulu vojvode od Aoste koju je njegov otac nosio. U lipnju 1895. u Kingstonu na Temzi kraj Londona sklopio je brak s princezom Helenom od Orleansa s kojom je imao dva sina Amadea i Aimonea.

## Vojna karijera
Vojno školovanje Emanuel Filibert je započeo kada je 1884., s petnaest godina, počeo pohađati Vojnu akademiju u Torinu. U rujnu 1888. dobiva čin poručnika, te počinje služiti u 5. pukovniji poljskog topništva smještenog u Venariji. Potom je premješten na službu u 17. pukovniju u Novari gdje je unaprijeđen u čin satnika, nakon čega s činom bojnika služi u 19. pukovniji u Firenzi. U listopadu 1893. promaknut je u čin potpukovnika, dok u rujnu iduće, 1894. godine, preuzima zapovjedništvo nad 5. pukovnijom poljskog topništva u kojoj je nekada služio. Kada je krajem 1894. izbio Talijansko-abesinski rat zatražio je da ga se uputi u Etiopiju, ali mu to tadašnji talijanski premijer Francesco Crispi nije dopustio smatrajući da nema dovoljno iskustva. U prosincu 1897. unaprijeđen je u čin general bojnika, te je imenovan glavnim zapovjednikom topništva u Torinu. Čin general poručnika dostiže u ožujku 1902. kada je i imenovan zapovjednikom divizije smještene u Torinu. U travnju 1905. postaje zapovjednikom X. korpusa sa sjedištem u Napulju. Zbog tog novog imenovanja seli se zajedno s obitelji iz Torina u Napulj u Palaču Capodimonte. Ni kada je 1911. izbio Talijansko-turski rat talijanska Vlada nije prihvatila njegov zahtjev da bude upućen u Libiju radi sudjelovanja u tom ratu. 

## Prvi svjetski rat
Nakon ulaska Italije u rat na strani Antante Emanuel Filibert je u svibnju 1915. imenovan zapovjednikom 3. armije. Navedena armija držala je položaje na Krasu sa zadatkom zauzeća Gorice i Trsta. U prvim bitkama na Soči koje su vođene tijekom 1915. nije imao uspjeha, ali je iduće, 1916. godine, u kolovozu, u Šestoj bitci na Soči uspio zauzeti Goricu, što je bio najveći talijanski uspjeh u dotadašnjem ratu. Nakon talijanskog poraza kod Kobarida, 3. armija, za razliku od susjedne 2. armije, se nije raspala, već se pod vojvodinim vodstvom u redu povukla do linije na rijeci Piave pružajući otpor i sprječavajući dublji prodor austrougarske vojske u Veneto. Tada je Emanuel Filibert dobio nadimak Nepobijeđeni vojvoda zbog čega je uživao vojni prestiž u idućim godinama. 

## Poslije rata
Nakon potpisivanja primirja Emanuel Filibert je sa svojim jedinicama 17. studenoga 1918. ušao u Trst gdje je ostao do srpnja 1919. U međuvremenu je, u travnju 1919., zbog ratnih zasluga promaknut u čin generala armije. Posljednjih mjeseci boravka u Trstu otvoreno je podržavao talijanske pretenzije na Rijeku što je bilo u suprotnosti s politikom talijanske Vlade Francesca Nittija. Nakon odlaska iz Trsta u srpnju 1919. imenovan je glavnim inspektorom za pješaštvo. Navedenu dužnost obnašao je godinu dana, do srpnja 1920., kada je navedena dužnost ukinuta.
Idućih godina Emanuel Filibert je otvoreno podržavao fašizam. Tijekom marša na Rim o vojvodi se govorilo da će preuzeti talijansko prijestolje ako će se kralj Viktor Emanuel III. suprotstavljati dolasku fašista na vlast. Navedeno se nije dogodilo, ali je jasno pokazivalo da je Filibert i prije preuzimanja vlasti podržavao talijanske fašiste. U siječnju 1923. zajedno s Diazom, Badogliom, Giardinom, Pecori Giraldijem i Cavigliom imenovan je u novoustrojeno Vojno vijeće koje je pomagalo Vladi prilikom donošenja odluka koje su se odnosile na pitanja vojske. Krajem te iste godine teško je obolio od upale pluća i to u mjeri da ga je u Torinu 11. prosinca posjetio kralj bojeći se da bi Filibert od posljedica bolesti mogao preminuti. U srpnju 1926. promaknut je od fašističkih vlasti u novoustrojeni čin maršala Italije, najviši čin u talijanskoj vojci. 

## Smrt
U lipnju 1931. Filibert je ponovno obolio od upale pluća. Nakon što ga je u 29. lipnja posjetio kralj Viktor Emanuel III., preminuo je 4. srpnja 1931. u 63. godini života u Torinu. U Torinu mu je 7. srpnja 1931. održan i sprovod kojem su nazočili kralj i kraljica. Nakon sprovoda tijelo mu je prema vlastitim željama pokopano u Vojnom svetištu u Redipugliji zajedno s vojnicima 3. armije koji su tamo pokopani.
Po Emanuelu Filibertu je nazvan most preko Tibra u Rimu izgrađen 1942., kao i most preko rijeke Piave kod Jesola koji je izgrađen 1927. godine. Također, njegovim imenom nazvana je i jedna ulica u Rimu, te laka krstarica talijanske mornarice koja je nakon Drugog svjetskog rata dana Sovjetskom Savezu kao ratna reparacija. U Sovjetskom Savezu krstarica je nosila ime najprije Staljingrad, a potom Kerč, te je služila u sovjetskoj Crnomorskoj floti do 1959. godine.

## Vanjske poveznice
(tal.) Emanuel Filibert na stranici Treccani.it

(tal.) Emanuel Filibert na stranici Tuttostoria.net

(tal.) Emanuel Filibert na stranici Itinerarigrandeguerra.it

(eng.) Emanuel Filibert na stranici Firstworldwar.com